# Christoph Hofrichter
Christoph Hofrichter (nascido em 30 de abril de 1946 em Stuttgart) é um ator e diretor alemão.

## Biografia

### Educação e teatro
Hofrichter recebeu aulas particulares de atuação de Hans Helmut Dickow e, em Stuttgart, do conhecido professor de atuação Tordis Ludwig-Haas. Teve compromissos teatrais no Schaubühne am Lehniner Platz sob a direção de Peter Stein, no Teatro Estatal de Berlim sob a direção de Hans Lietzau, no Teatro Estatal de Stuttgart sob a direção de Claus Peymann, no Teatro de Basel sob a direção de Werner Düggelin, no Teatro Estatal da Baviera em Munique, no Schauspielhaus Wuppertal e no Düsseldorf Schauspielhaus sob a direção de Karl-Heinz Stroux.
Hofrichter começou sua carreira teatral como iniciante no Teatro Estatal de Stuttgart, onde participou da produção de Palitzsch de Die Rosenkriege (baseada em Shakespeare) em 1966. Isto foi seguido por um ano no Badische Landesbühne Bruchsal. Na temporada 1968/69 foi visto no Schauspielhaus Wuppertal sob a direção de Hans Bauer na peça Arthur Aronymus und seine Väter de Else Lasker-Schuler junto com Ilse Ritter e Rosel Zech. Em 1970 apareceu no Düsseldorfer Schauspielhaus junto com Veronika Bayer e Nicole Heesters na peça Triunfo da Morte ou O Grande Jogo do Massacre de Eugène Ionesco, dirigida por Karl-Heinz Stroux; a performance também foi gravada para televisão. De 1970 a 1972 tocou com Werner Düggelin no Teatro de Basel. De 1972 a 1977, Hofrichter foi membro do Conjunto dos Teatros Dramáticos do Estado de Berlim sob a direção de Hans Lietzau. Em 1977 regressou brevemente ao Teatro Estatal de Stuttgart, no conjunto de Claus Peymann; ele tocou lá, entre outras coisas, em Entenklemmer, a versão suábia de O avarento de Molière. Isto foi seguido por outras paradas em Basileia e Bonn . Em 1984, ele interpretou o Duque de Albany na tragédia de Shakespeare, Rei Lear, no Residenztheater em Munique, novamente sob a direção de Hans Lietzau.
Hofrichter também trabalhou como diretor durante sua carreira teatral: em 1975, junto com o cinegrafista René Perraudin, fez um curta-metragem em Berlim baseado na anedota de Heinrich von Kleist, O bebedor de água e o incombustível (em alemão:  Die Wassertrinkerin und die Unverbrennliche, produção de Ossi Wiener, transmitida pelo SFB Berlim em janeiro de 1975). Como diretor de teatro encenou, entre outras coisas, Drei Zigeuner fand ich einmal em Düsseldorf em 1979, Freiheit die ich meine em Basileia em 1980 (noite de teatro com canções e textos de Heinrich Heine, Georg Herwegh, etc.), Die Gerechten de Albert Camus em 1987 no Württembergische Landesbühne Esslingen - diretor Friedrich Schirmer, também sob este diretor em 1989 em Freiburg im Breisgau Kindertragödie de Karl Schönherr e em 1992, no Teatro Estatal de Stuttgart, Samum de August Strindberg, junto com Atem/Nacht und Träume de Samuel Beckett. Em 2003 dirigiu a comédiaKomödie Über allen Gipfeln ist Ruh, de Thomas Bernhard, no Teatro Estatal Tirolês.

### Cinema e TV
Desde a década de 1970, Hofrichter também apareceu no cinema e na televisão. Em 1973, ele interpretou Longaville para a ZDF em uma versão televisiva da comédia de Shakespeare Love's Labour Lost, intitulada Liebe leidet mit Lust. No “ano Goethe” de 1978 , Hessisches Fernsehen produziu uma curta adaptação de Fausto ; Hofrichter desempenhou o papel duplo de Fausto e Mefisto no filme Person Faust, com Franziska Walser como Gretchen. No filme Didi e a Vingança dos Deserdados, de 1985, ele interpretou Langenhagen, o pateta assistente do comissário de polícia.  A partir da década de 1980, Hofrichter apareceu em várias séries de televisão. Hofrichter assumiu vários papéis regulares em séries, papéis recorrentes em episódios e papéis especiais. Em 1985 dirigiu o filme de comédia Três Contra Três com Dominik Graf ; ele interpretou o vendedor de tanques Dr. Pescador. Em 1987, ele interpretou o adido da embaixada Sigi von Hofmeister ao lado de Manfred Krug na série Auf Achse do início da noite da ARD.
Entre 1982 e 2006, Hofrichter apareceu em um total de onze episódios da série policial Tatort. Em dois episódios de Tatort ele desempenhou o papel do detetive Dr. Born, colega e superior do Detetive Inspetor Horst Schimanski. Em 1999, ele desempenhou o papel do advogado Dr. Fischer no episódio Tatort Bienzle und der Zuckerbäcker na emissora Südwestrundfunk. No episódio Bienzle und der steinerne Gast, Hofrichter foi o especialista musical e crítico Dr. Arnulf Sontheim, que é vítima de um assassinato. Em 2006 foi visto novamente na cena do crime no papel de Arthur Katzbach, desta vez no episódio Bienzle und der Tod in der Markthalle.
Em 1992, ele teve um papel principal na série de televisão da Suábia, Der König von Bärenbach. Ele interpretou o inspetor municipal e mais tarde prefeito Manfred Schnell ao lado de Walter Schultheiss. Em 2000, Hofrichter interpretou o major-general suíço Bruno Botta no filme Joint Security Area na Coreia do Sul. O filme, dirigido por Park Chan-wook, foi um sucesso internacional e foi exibido em competição na Berlinale em 2001. Em 2009, ele interpretou o prefeito Braun no filme policial Die Frau, die im Wald verschwand. Com Dominik Graf em Tatort: Der rote Schatten (2017).
Em 1980, ele também apareceu como artista no programa de televisão da ARD Einer wird gewinnen em Basel.

### Palestrante e professor de atuação
Hofrichter também trabalhou como recitador e locutor em peças de rádio. Em 1990 ele gravou a peça policial de rádio Glitschige Finger de Dashiell Hammett para a Süddeutscher Rundfunk.
Ele também trabalhou como professor de atuação, lecionando na Escola Otto Falckenberg em Munique de 1996 a 1998. Seus alunos incluem os atores Stefanie von Poser, Jörn Knebel e Christian Baus. Christoph Hofrichter também trabalha como roteirista desde a década de 1990 e está envolvido na criação de projetos cinematográficos como “produtor criativo”.

### Engajamento político
Hofrichter é politicamente ativo desde 1966. Participou de diversas atividades da chamada “cena de esquerda”, inclusive da política partidária. Como cantor de lieder, ele apareceu em vários programas politicamente ativos. Hofrichter esteve intensamente envolvido na iniciativa dos cidadãos para impedir o projeto de construção Stuttgart 21. Ele descreveu o projeto como um “crime político-cultural”. Desde as eleições locais de 2014, ele atua no distrito de Obertürkheim, em Stuttgart, como conselheiro distrital da facção Die Linke com SOS-Piratas- Proteção Animal. Ele é membro da Sociedade CG Jung de Stuttgart.

## Filmografia (seleção)
- 1970: Triumph des Todes oder Das große Massakerspiel (Gravação Teatral)
- 1973: Liebe leidet mit Lust
- 1975: Die Wassertrinkerin und die Unverbrennliche (Curta-metragem)
- 1978: Person Faust
- 1977: Marija
- 1982: Tatort – Kuscheltiere (Série de TV)
- 1983: Tatort – Mord ist kein Geschäft
- 1983: Tatort – Miriam
- 1985: Didi und die Rache der Enterbten
- 1985–1988: Der Fahnder (Série de TV, três episódios)
- 1985: Drei gegen Drei
- 1987: Auf Achse (Série de TV, quatro episódios)
- 1988: Liebling Kreuzberg (Série de TV, episódio 2x04)
- 1988: Tatort – Tödlicher Treff
- 1990: Der Hammermörder
- 1990: Neuner
- 1992: Tatort – Experiment
- 1992: Tatort – Bienzle und der Biedermann
- 1992: Unser Lehrer Doktor Specht (Série de TV, dois episódios)
- 1992: Der König von Bärenbach
- 1993: Motzki (Série de TV, um episódio)
- 1994: Matchball (Série de TV)
- 1995: Die Straßen von Berlin (Série de TV, episódio 1x01)
- 1995: Frauenarzt Dr. Markus Merthin (Série de TV, episódio 1x08)
- 1995: Polizeiruf 110 – Über Bande
- 1996: Hallo, Onkel Doc! (Série de TV, episódio 3x10)
- 1997: Sophie – Schlauer als die Polizei (Série de TV, 8 episódios)
- 1999: Tatort: Bienzle und der Zuckerbäcke
- 2000: Joint Security Area
- 2001: Anwalt Abel (Série de TV, episódio 11x02)
- 2002: Tierarzt Dr. Engel (Série de TV, episódio 5x09)
- 2004: Tatort – Bienzle und der steinerne Gast
- 2005: Pommery und Hochzeitstorte
- 2006: Die Frau des Heimkehrers
- 2006: Tatort – Bienzle und der Tod in der Markthalle
- 2007: GSG 9 – Ihr Einsatz ist ihr Leben (Série de TV, episódio 1x04)
- 2008: Meine fremde Tochter
- 2009: Großstadtrevier (Série de TV, episódio 23x06)
- 2009: Die Frau, die im Wald verschwand
- 2010: Beef (Curta-metragem)
- 2012: Das Hochzeitsvideo
- 2013: Der Minister
- 2017: Tatort – Der rote Schatten